# 蒂利喬峰

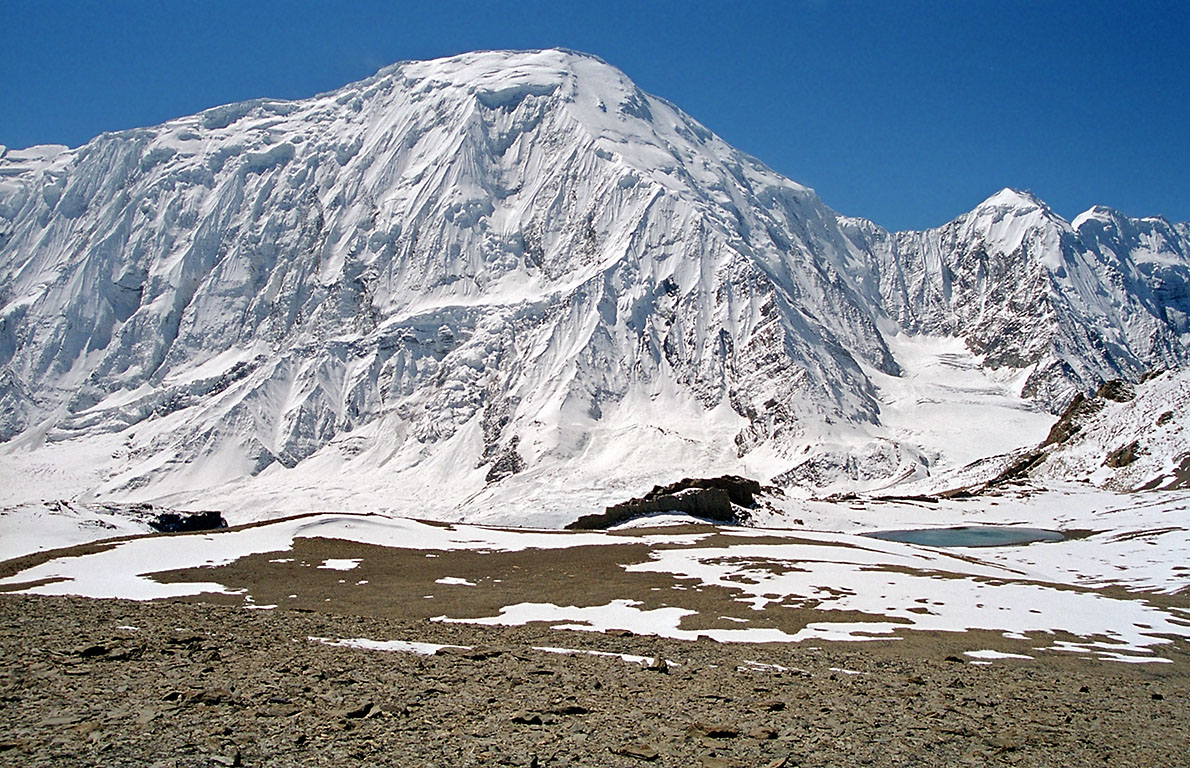

蒂利喬峰是尼泊爾的山峰，毗鄰安納布爾納峰，屬於喜馬拉雅山脈的一部分，海拔高度7,134米，基地營海拔高度約4,900米，法國攀山隊在1978年首次登上該山峰。

## 外部連結
- "Tilicho, Nepal" on Peakbagger （页面存档备份，存于）